# Arthralgie
Unter einer Arthralgie (altgriechisch ἄρθρον árthron, deutsch ‚Gelenk‘, -algie für ‚Schmerz‘) versteht man Gelenkschmerz(en) unterschiedlichster Pathogenese. Diese Schmerzen (genannt auch „Gliederweh“) können z. B. bei einer Arthrose auftreten, aber auch bei Traumata wie Prellungen, Verrenkungen, Meniskusläsionen oder bei verschiedenen Allgemeinerkrankungen wie Grippe, Windpocken, Masern oder Röteln. Ebenso können Autoimmunerkrankungen, wie z. B. Sarkoidose oder eine der vielen Formen einer rheumatischen Erkrankung, ursächlich sein für eine Arthralgie. Hinzu kommen noch Ursachen wie Nebenwirkungen von Medikamenten (beispielsweise durch Fluorchinolone oder Bedaquilin als neue Generation von Antituberkulotika).